# Glommersträsk
Glommersträsk (umesamiska: Mïdtjá) är en tätort i Arvidsjaurs kommun, 45 km sydost om Arvidsjaur. Glommersträsk ligger i Norrbottens län, i landskapet Lappland.
Orten, som i folkmun ofta kallas enbart Glommers, firade 250-årsjubileum år 2007. Orten var tidigare ett stationssamhälle vid järnvägen Jörn-Arvidsjaur. 2008 blev Glommersträsk utsedd till Årets by i Norrbotten av landshövdingen Per-Ola Eriksson 

## Befolkningsutveckling
| Befolkningsutvecklingen i Glommersträsk 1950–2020       | Befolkningsutvecklingen i Glommersträsk 1950–2020 | Befolkningsutvecklingen i Glommersträsk 1950–2020 | Befolkningsutvecklingen i Glommersträsk 1950–2020 | Befolkningsutvecklingen i Glommersträsk 1950–2020 |
| ------------------------------------------------------- | ------------------------------------------------- | ------------------------------------------------- | ------------------------------------------------- | ------------------------------------------------- |
|                                                         |                                                   |                                                   |                                                   |                                                   |
| År                                                      |                                                   |                                                   | Folkmängd                                         | Areal (ha)                                        |
| 1950                                                    | 1950                                              |                                                   | 591                                               | ##                                                |
| 1960                                                    | 1960                                              |                                                   | 615                                               |                                                   |
| 1965                                                    | 1965                                              |                                                   | 601                                               |                                                   |
| 1970                                                    | 1970                                              |                                                   | 516                                               |                                                   |
| 1975                                                    | 1975                                              |                                                   | 422                                               |                                                   |
| 1980                                                    | 1980                                              |                                                   | 430                                               |                                                   |
| 1990                                                    | 1990                                              |                                                   | 409                                               | 151                                               |
| 1995                                                    | 1995                                              |                                                   | 370                                               | 151                                               |
| 2000                                                    | 2000                                              |                                                   | 320                                               | 151                                               |
| 2005                                                    | 2005                                              |                                                   | 306                                               | 151                                               |
| 2010                                                    | 2010                                              |                                                   | 272                                               | 152                                               |
| 2015                                                    | 2015                                              |                                                   | 231                                               | 90                                                |
| 2020                                                    | 2020                                              |                                                   | 216                                               | 87                                                |
| Anm.: ## Som tätort/befolkningsagglomeration 1920–1950. |                                                   |                                                   |                                                   |                                                   |

## Samhället
I orten finns affärer och restaurang, bibliotek samt grundskolan Parkskolan (1-6).
Här finns också ishallen Ängeshov, sporthallen Flåsbodan, den fullstora fotbollsplanen Glommra, beachvolleybollplan, tennisplan, minigolfbana och utomhusbassäng på somrarna.

## Sevärdheter

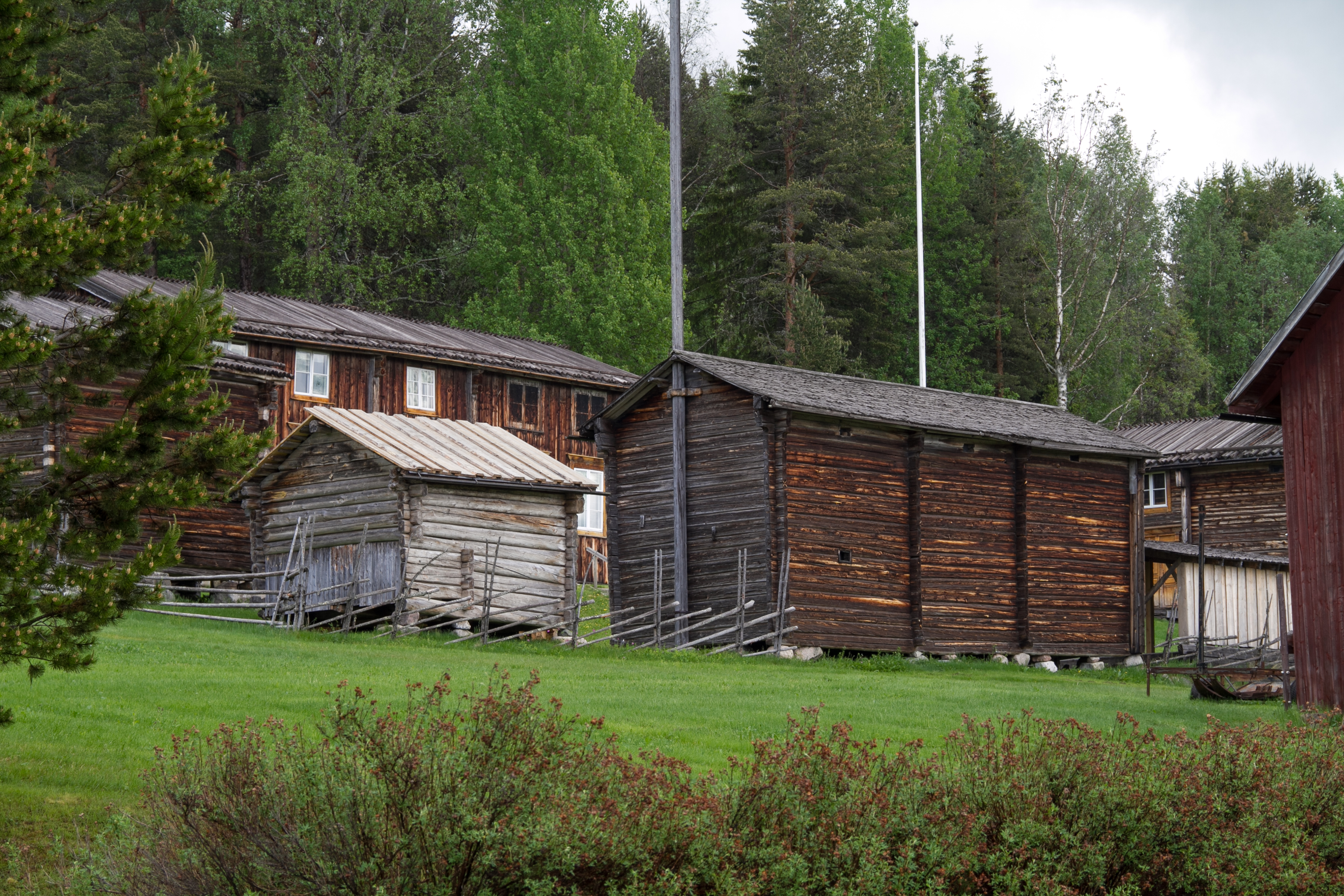
Hängengården, Glommersträsks hembygdsmuseum

Glommersträsks hembygdsmuseum, Hängengården, har en samling av byggnader från 1700- och 1800-talen.
År 2021 öppnades Bärens hus, Sveriges första bärmuseum. 
Ishockeyspelarna Lars Edström, Mattias Granlund samt bröderna Rasmus och Elias Edström kommer från Glommersträsk.

## Näringsliv
I samhället finns sågverket Glommers Timber AB, som levererar tallvirke framför allt för möbeltillverkning, och som är ett dotterföretag till Stockhult Timber i Kalix.